# Teotongo
Teotongo o Santiago Teotongo es una localidad del estado mexicano de Oaxaca. Es cabecera del municipio de Teotongo.

## Demografía
| Censo | Población |
| ----- | --------- |
| 1900  | 1661      |
| 1910  | 1202      |
| 1921  | 1085      |
| 1930  | 1205      |
| 1940  | 1729      |
| 1950  | 1599      |
| 1960  | 756       |
| 1970  | 744       |
| 1980  | 712       |
| 1990  | 762       |
| 1995  | 697       |
| 2000  | 521       |
| 2005  | 518       |
| 2010  | 519       |
| 2020  | 550       |